# Psiguria jacquiniana
Psiguria jacquiniana är en gurkväxtart som först beskrevs av Schldl., och fick sitt nu gällande namn av Richard Alden Howard. Psiguria jacquiniana ingår i släktet Psiguria och familjen gurkväxter. Inga underarter finns listade i Catalogue of Life.